# 西江大駅
西江大駅（ソガンデえき）は大韓民国ソウル特別市麻浦区老姑山洞にある、韓国鉄道公社（KORAIL）の駅である。
正式な所属路線は龍山線だが、京義・中央線の一部区間として旅客輸送がなされているため、駅では基本的に「京義・中央線」として案内表示がされている。駅番号はK313。

## 歴史
- 1929年12月1日 - 西江駅が簡易駅として営業開始。[1]
- 1930年12月25日 - 普通駅に昇格。[2]
- 1944年7月1日 - 車扱貨物取り扱い開始。[3]
- 1960年4月1日 - 西江-新村間(1.6km)の線路を撤去。[4]
- 1967年7月1日 - 貨物取り扱い中止。[5]
- 1968年9月11日 - 貨物取り扱い再開。[6]
- 1975年8月15日 - 旅客の取り扱いを中断、新村連結線が廃線。以後貨物専用駅となる。
- 1982年6月10日 - 唐人里線が廃線となる。
- 2005年5月2日 - 京義電鉄線の複線電化工事にともない、龍山線の路線が撤去され営業中断となる。
- 2011年 - 駅舎撤去。
- 2012年12月15日 - 京義電鉄線 孔徳 - 加佐間開通により、旅客駅として再開業。
- 2014年3月17日 - 西江駅から西江大駅に改称。[7]

## 駅構造
相対式ホーム2面2線を有する地下駅である。フルスクリーンタイプのホームドアが設置されている。
仁川国際空港鉄道が京義・中央線と並行する区間であるが、空港鉄道側に駅は設置されていない。

### のりば
| 1 | 京義・中央線 | デジタルメディアシティ・一山・文山方面 |
| 2 | 京義・中央線 | 孔徳・龍山・清凉里・徳沼・龍門方面     |

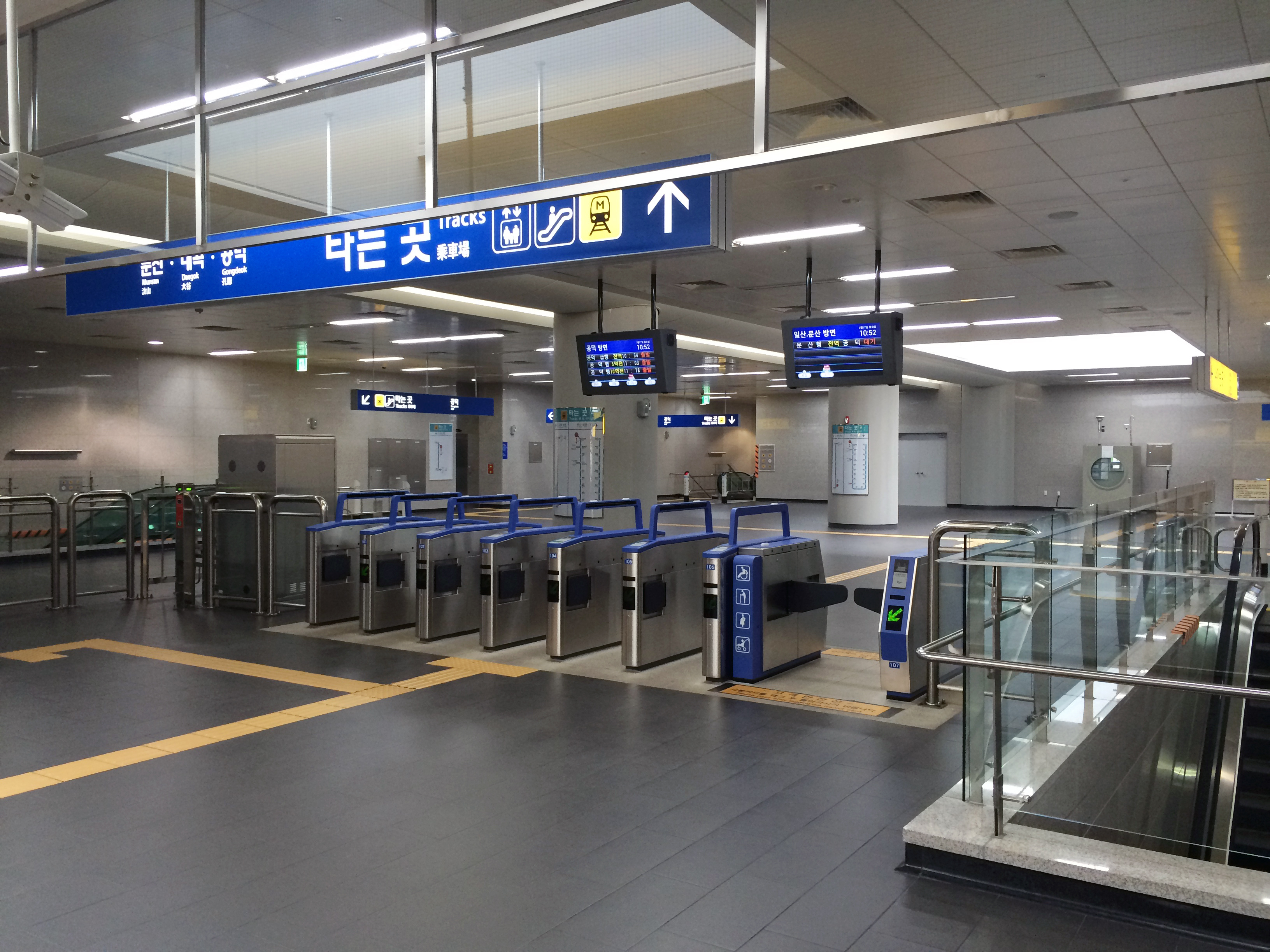
改札口（2014年3月17日）
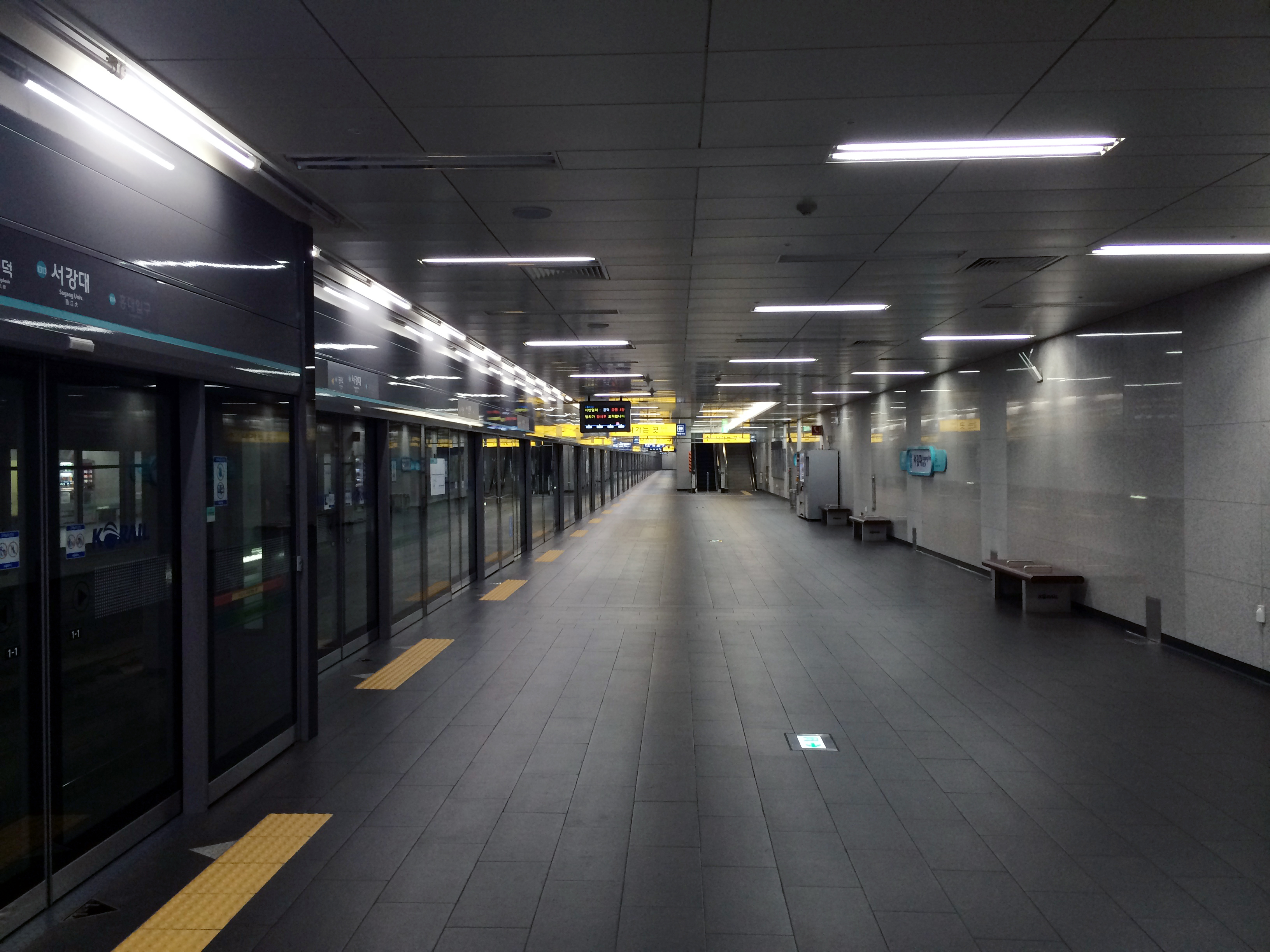
プラットホーム（2014年3月17日）

## 利用状況
近年の一日平均利用人員推移は下記のとおり。なお、2012年は開業日の12月15日から12月31日までの17日間の平均である。
| 路線         | 路線     | 2010年 | 2011年 | 2012年 | 2013年 | 2014年 | 2015年 | 2016年 | 2017年 | 2018年 | 2019年 | 出典  |
| ------------ | -------- | ------ | ------ | ------ | ------ | ------ | ------ | ------ | ------ | ------ | ------ | ----- |
| 京義・中央線 | 乗車人員 | 未開業 | 未開業 | 393    | 763    | 1,006  | 1,928  | 2,239  | 2,262  | 2,200  | 2,310  | [ 8 ] |
| 京義・中央線 | 降車人員 | 未開業 | 未開業 | 395    | 741    | 964    | 1,966  | 2,276  | 2,299  | 2,211  | 2,296  | [ 8 ] |
| 路線         | 路線     | 2020年 | 2021年 | 2022年 | 2023年 |        |        |        |        |        |        |       |
| 京義・中央線 | 乗車人員 | 1,679  | 1,753  | 2,024  | 2,206  |        |        |        |        |        |        |       |
| 京義・中央線 | 降車人員 | 1,624  | 1,694  | 2,008  | 2,180  |        |        |        |        |        |        |       |

## 駅周辺
- 西江大学校
- ソウル交通公社2号線・新村駅 - 北側へ約300m。
- ソウル交通公社6号線・広興倉駅 - 南西側へ約500m。
- ソウル交通公社6号線・大興駅 - 南東側へ約600m。
- 新村延世病院
- 臥牛山公園

## 隣の駅
韓国鉄道公社
京義・中央線
龍山急行
通過
中央急行・緩行
弘大入口駅 (K314) - 西江大駅 (K313) - 孔徳駅 (K312)

### 過去に存在した鉄道路線
鉄道庁
唐人里線
西江駅 - 細橋里駅
新村連結線
西江駅 - 延禧駅 - 新村駅
延禧駅は路線廃止前の1939年に廃止。